# Hannah Nydahl
Hannah Nydahl (17. dubna 1946, Kodaň – 1. dubna 2007, Kodaň), žena Lamy Oleho Nydahla, byla učitelkou a překladatelkou v linii Karma Kagjü tibetského buddhismu.
Na svatební cestě v Himálajích se Hannah a její můž setkali s 16. Karmapou Rangdžungem Rigpem Dordžem, hlavou linie Karma Kagjü a stali se jeho prvními Západními žáky. Po třech letech meditace a studií je lama Karmapa požádal, aby začali zakládat jeho jménem meditační centra na Západě.
Hannah přeložila mnoho knih, článků a meditačních textů a tlumočila pro mnoho učitelů linie Karma Kagjü. Svůj čas dělila na cestování se svým mužem po mnohých centrech Diamantové cesty, které založili, a na práci pro učitele, lamy a meditační centra na Východě. Její práce zahrnovala tlumočení lamů, kteří učili na Karmapovém mezinárodním buddhistickém institutu v Novém Dilí a spoluúčast na mnohých projektech týkajících se překládání buddhistických textů.
Zemřela těsně před svými 61. narozeninami na rakovinu plic ve své rodné Kodani.